# Gåshaga (gård)

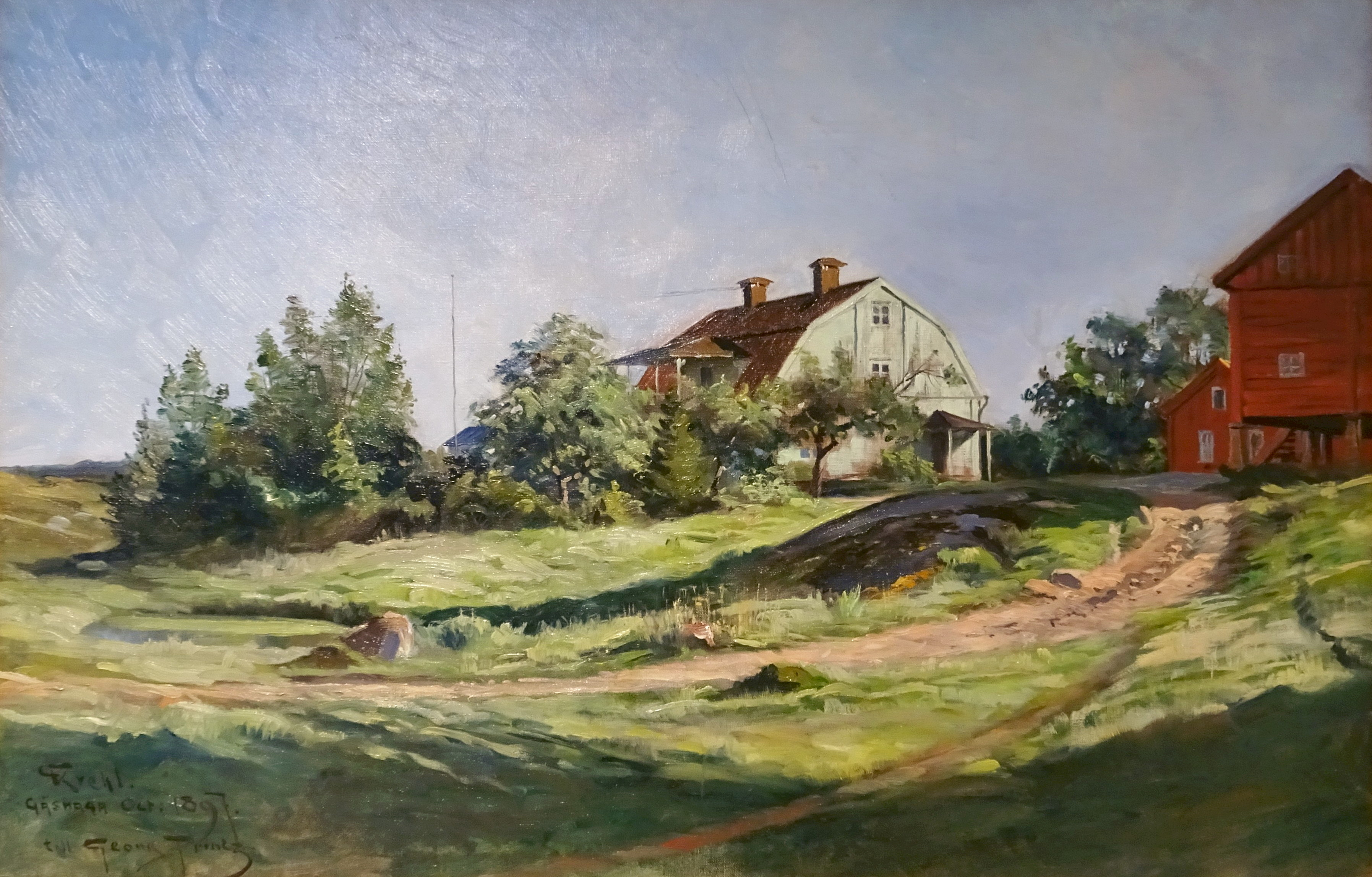
Gåshaga gård, oljemålning av Gustaf Krehl, 1897.

Gåshaga var en gård på sydöstra Lidingön i nuvarande Lidingö kommun, Stockholms län. Gården gav kommundelen Gåshaga sitt namn. Gåshaga gårds huvudbyggnader låg strax nordost om nuvarande korsning mellan Gåshagaleden och Gamla Ekholmsnäsvägen. Den sista av Gåshaga gårds byggnader revs 1971.

## Historik
Gåshaga omnämns redan 1379 i ett bytesbrev och kallas där Gasahaga. På 1550-talet förekommer gårdsmanet Gåsahaga. Gåshaga gård finns redovisad på den första kända kartan över Lidingön upprättad av kartografen Peder Mehnlöös 1661. Gåshaga ägdes då tillsammans med alla andra gårdar på Lidingön av ätten Banér på Djursholms slott som fideikommiss. Ett kungligt beslut 1774 möjliggjorde att friherre Johan Gabriel Banér (1733–1811) kunde avveckla fideikommisset och sälja sitt stora markinnehav och sina gårdar på Lidingön. De gamla gårdsnamnen kom sedermera ge upphov till många av dagens kommundelsnamn i Lidingö kommun.
Vid uppmätningen av fastighetsgränserna mellan gårdarna hanterades Gåshaga gård som en separat gårdsenhet medan exempelvis granngården Käppala gård ingick i Breviks gårds egendom. Den första ägaren till Gåshaga gård var notarien i justitiekollegiet Johan Ulrik Norlin (1733–1797), gift med Apollonia Westbeck (1740–1797) och far till lagmannen Johan Gustav Norlin. Tillsammans med Gåshaga förvärvade Norlin 1775 även granngårdarna Ekholmsnäs gård och Killinge gård belägna strax väster om Gåshaga. Norlin beskrevs av samtiden som ”en driftig man, som både träget arbetade för sina gårdars förkovran och skänkte socknens gemensamma angelägenheter ett levande intresse.”

Historiska kartor
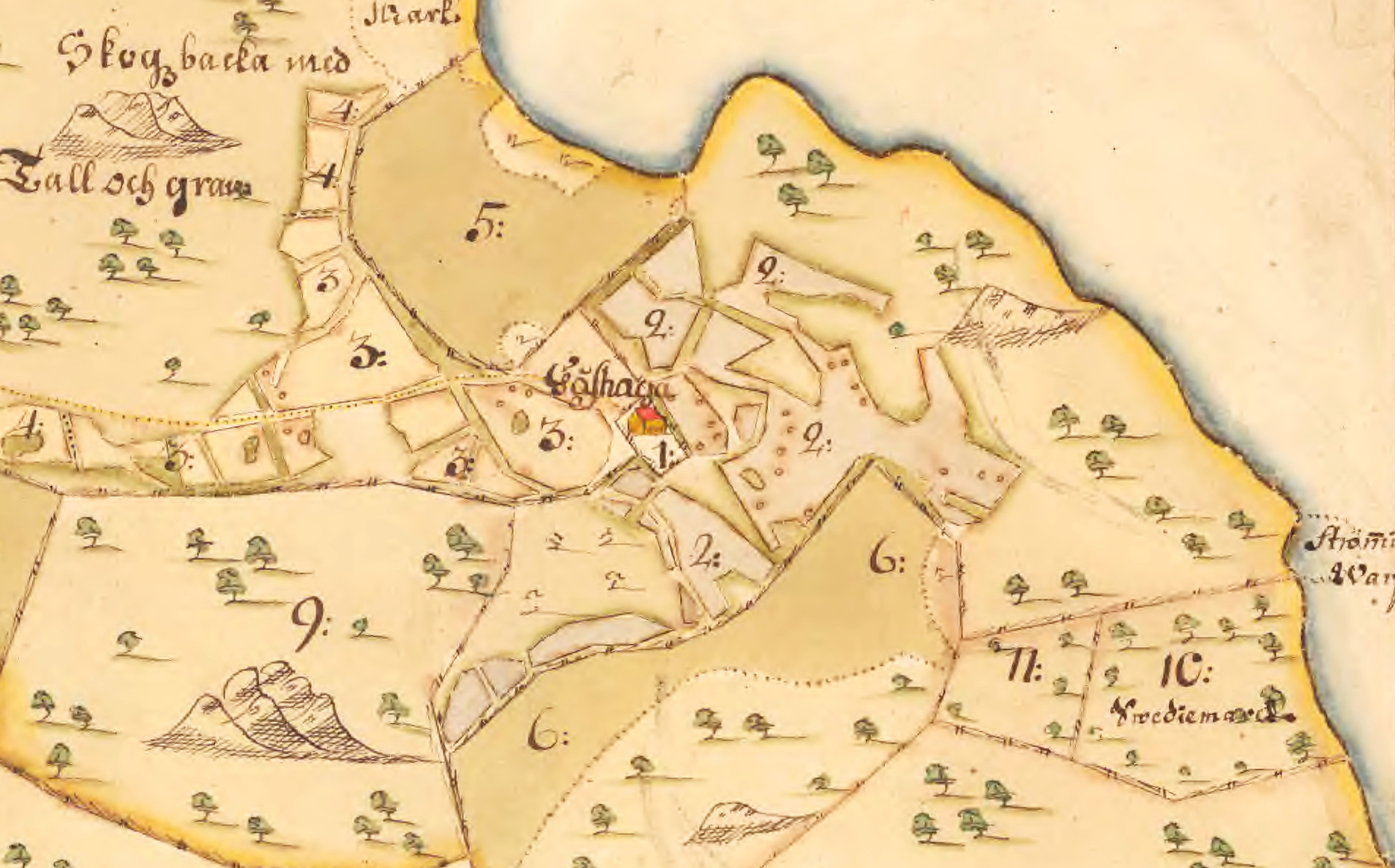
Lars Kietzlingh, 1720.
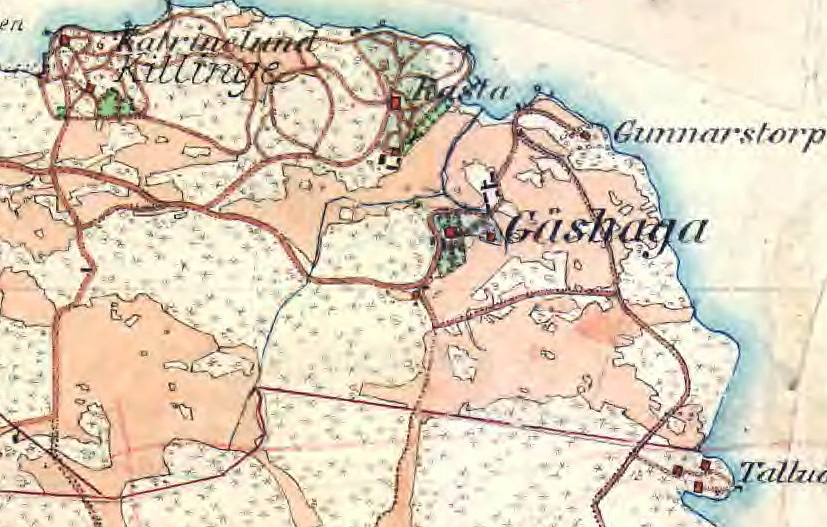
Häradsekonomiska kartan, 1900.
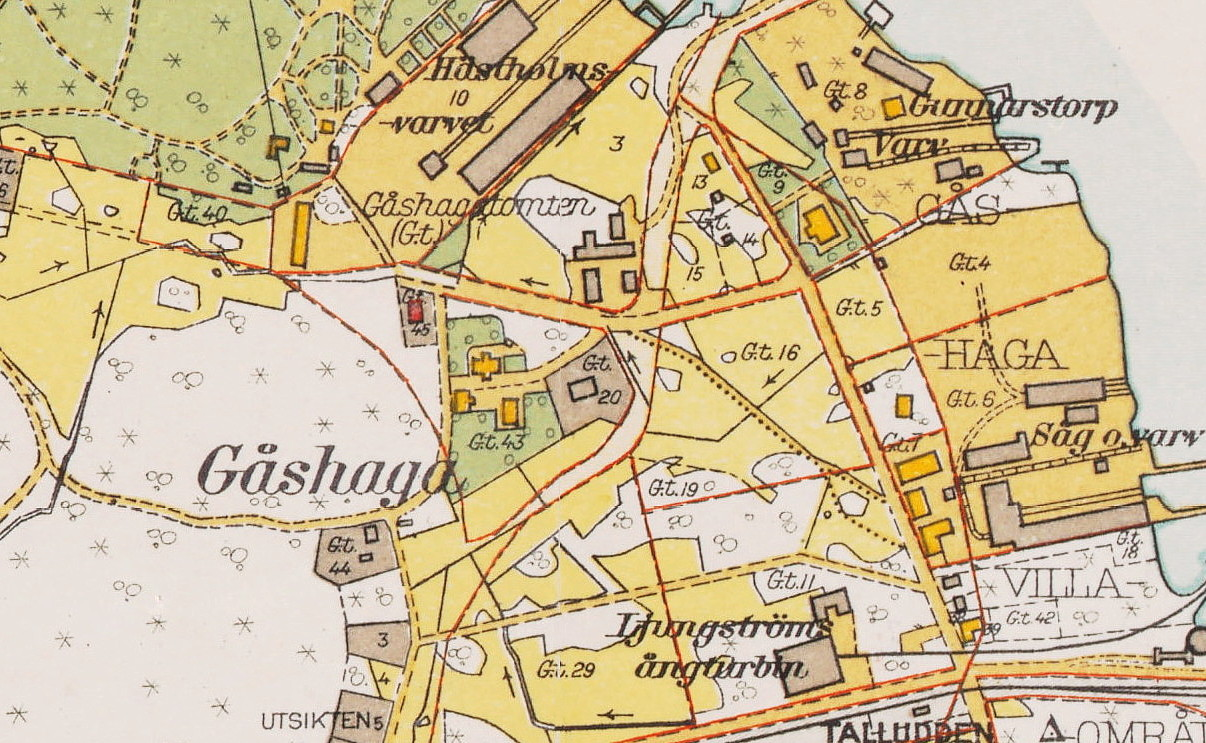
H. Hellberg och A. E. Påhlman, 1917.

År 1794 såldes Gåshaga vidare till kontrollören Anders Ekström som dock kort därefter överlät den till den tyske grosshandlaren Peter Hinrik Schön (1765-1821), gift med den kända dansösen på Gustavianska operahuset i Stockholm, Giovanna Bassi (1762-1834). Redan 1795 såldes gården av Schön till skådespelarparet Joseph Sauze Desguillons (1750-1822) och hans hustru Marie Anne (1753-1829), född Bonnin. De sålde gården 1804 vidare till före detta löjtnanten vid handelsflottan, kofferdikapten Johan Martin Witte (1756-1827). 
Efter föräldrarnas bortgång övertog sonen, patron Edvard Witte (1810–1880), ansvaret för gården. Utöver att han drev sin gård var Edvard Witte verksam inom Lidingö socken, och donerade bland annat pengar till byggandet av Kvarnskolan för flickor 1875. Hans önskan var att det skulle inrättas en läs- och slöjdskola för samtliga flickor i församlingen. Men redan femton år senare besöktes skolan också av pojkar. Skolhuset finns kvar än idag vid Kvarnvägen 1 i Hersby dock inte som grundskola utan som förskola. Gåshaga gård kom att innehas av familjen Witte i cirka 70 år. 

Cederholms teckningar 1816
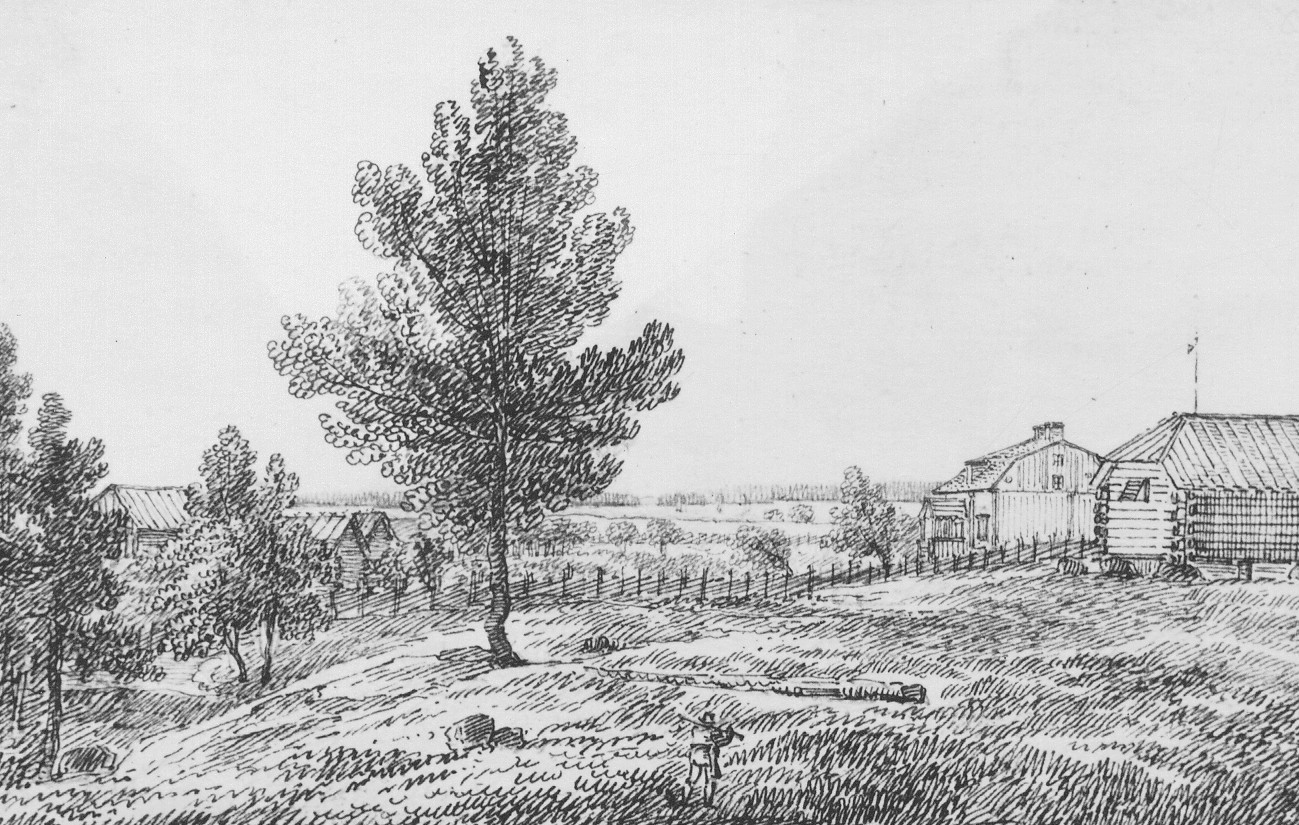
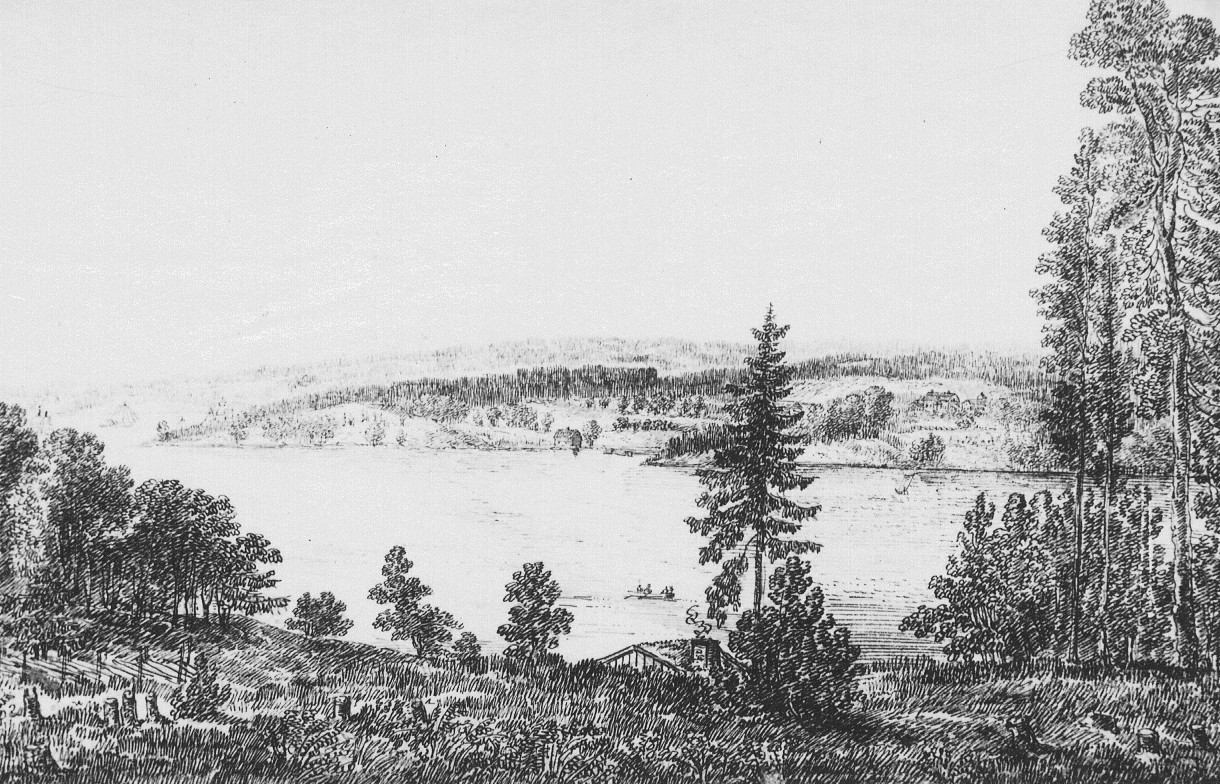
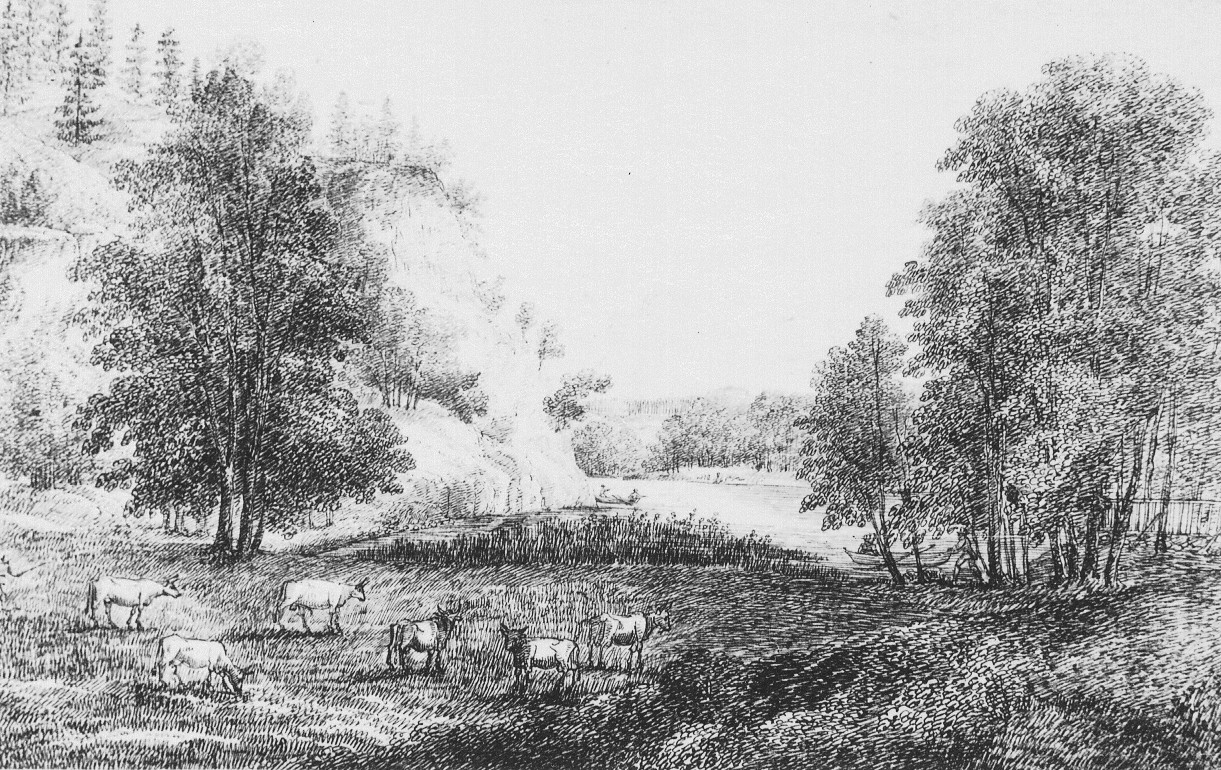

Hur gården och dess omgivning såg ut i början av 1800-talet framgår av en serie teckningar upprättade av Axel Fredrik Cederholm 1816. Där syns huvudbyggnaden som den kom att te sig ända fram till rivningen 1971. Corps de logi var ett timrat och panelat hus i 1½ våningar med inredd vind under ett valnat sadeltak. Byggnaden var avfärgad i ljus grönvit kulör och omgavs av två mindre rödmålade boningshus samt några rödmålade ekonomibyggnader. På en oljemålning av Gustaf Krehl från 1897 syns gårdens huvudbebyggelse från sydost.

### Jordbruket avvecklas och industrier flyttar in

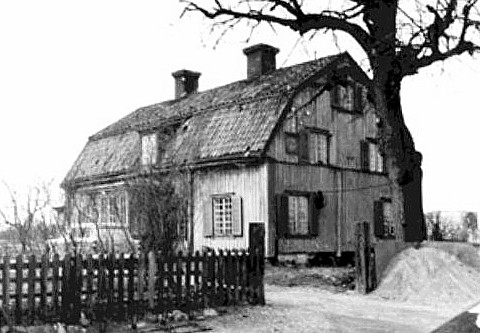
Gåshagas huvudbyggnad på 1950-talet.

Med vice häradshövdingen och affärsmannen Gustaf Holm (1845–1910) började en ny ära på Gåshaga. År 1895 köpte han utöver Gåshaga även grannhemmanen Brevik och Käppala och blev därmed ägare av 800 tunnland. År 1906 bildades fastighetsbolaget Lidingö-Brevik Villastad i syfte att exploatera gårdarnas mark för villabebyggelse och man riktade sig främst till välbärgade Stockholmare. Holm sålde Brevik till finansmannen Allan Abenius. Denne lät stycka upp marken för att anlägga ”villastaden vid segelleden” och bosatte sig själv i den efter honom uppkallade Abeniuska villan. 
Gåshaga visade sig dock vara ointressant för villaspekulanter från huvudstaden varför Holm sålde egendomen till finansmannen Knut Tillberg för att nyttjas för industriändamål. Området ansågs lämpligt då terrängen var jämn och vattendjupet i Halvkakssundet tillräckligt för att anlägga skeppsvarv och hamnar. Därmed försvann Gåshaga som jordbruksfastighet och gårdsbebyggelsen blev vanliga bostadshus. 
En del av gårdens hus försvann 1928 när det så kallade Rastaspåret drogs fram från Talluddens hållplats till Rastaområdet där Shell hade sin oljedepå. I början av 1960-talet anhöll dåvarande ägaren till gamla Gåshaga gård att få bränna ner de förfallna trähusen och de sista delarna av den ursprungliga gårdens byggnader revs en bit in på 1970-talet. På platsen för gårdens byggnader anlade kommunen ett parkstråk som omges av ett mindre industriområde där kvarteret Gåshaga gård påminner om den tidigare jordbruksegendomen.

## Referenser

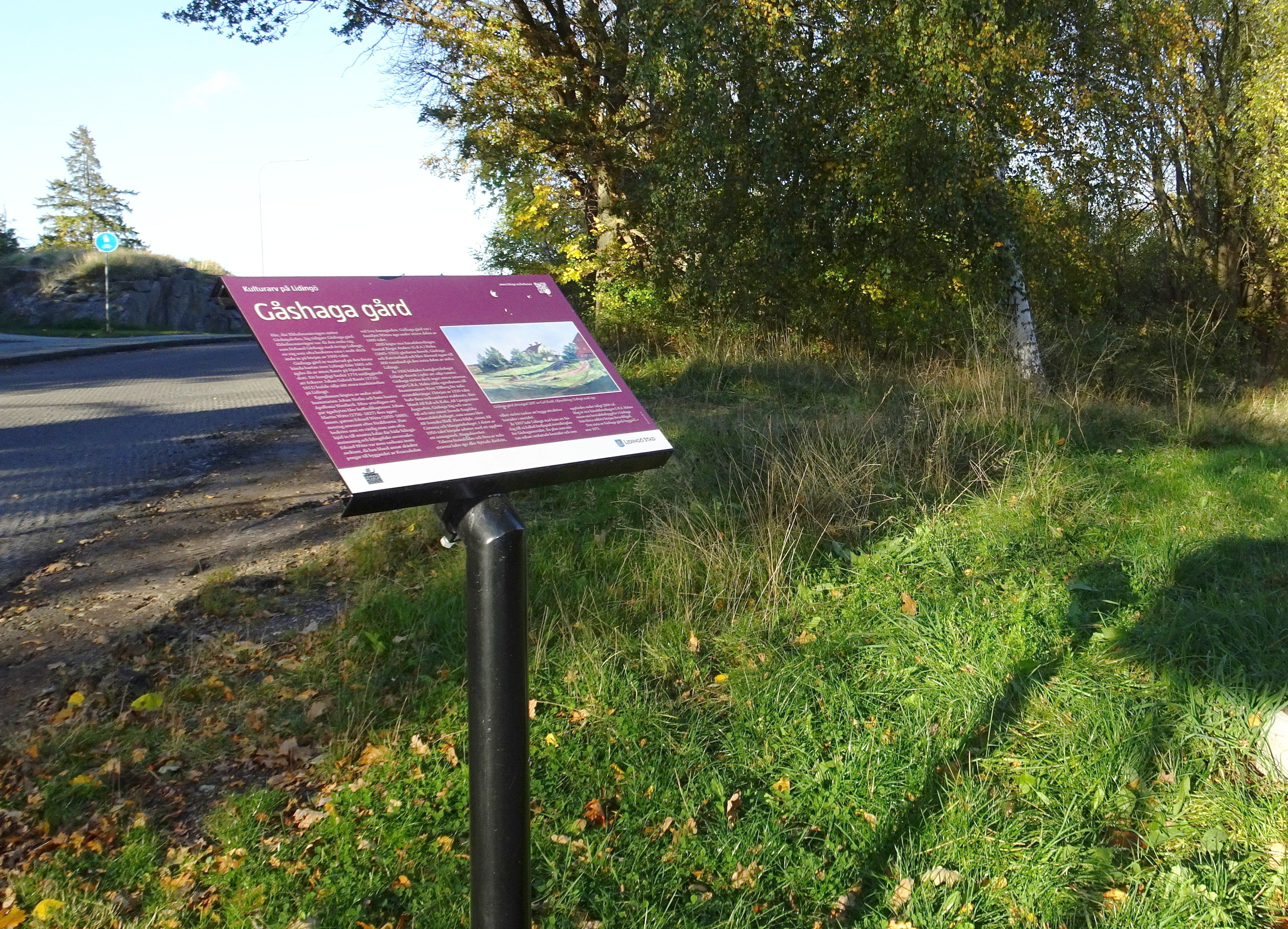
Platsen för Gåshaga gård med kommunens skylt, Gåshagaleden i bakgrunden, oktober 2021.